# Médecine coloniale
La médecine coloniale désigne l'ensemble des pratiques de santé publique se déroulant en contexte colonial. 

## Histoire
En France un Corps de Santé colonial est créé le 7 janvier 1890 par décret du Président de la République Sadi Carnot ; il est d'abord nommé "Corps de santé des Colonies et pays de protectorat" et il a "pour mission d'assurer le service de santé dans les hôpitaux, établissements et services coloniaux ; il relève directement du ministre chargé des Colonies" ; il disparaît en juillet 1968 par suite de son inclusion dans le Service de santé des armées.
Le Cameroun est l'une des anciennes colonies les plus marquées par la médecine coloniale. Cette médecine s'occupe notamment de la lutte contre la maladie du sommeil, le pian, la syphilis, la lèpre, la tuberculose ainsi que de campagnes de vaccinations contre la variole. Guillaume Lachenal montre que la forte prévalence de l'hépatite C au Cameroun est directement liée à ces campagnes de prévention.
En métropole, des services de médecine coloniale dédiés spécifiquement aux indigènes sont aussi créés, tels que l'hôpital Avicenne.

## Représentations
La médecine coloniale est utilisée par la propagande du pouvoir colonial pour justifier de la colonisation. En France, cela se traduit par la figure d'Eugène Jamot.